# Kaoani
Kaoani, cuyo nombre proviene del japonés kao (cara) y ani (animación), son pequeños emoticonos que normalmente rebotan y parece que están flotando. 

Un kaoani.

 El país de origen de los kaoanis es Japón. En español son conocidos como caritas de anime, nubecitas o bombones (en inglés también son conocidos como blobs, puffs y kaos).
Los Kaoanis pueden tener forma de animales, gelatinas de colores, bombones vestidos como animales, personajes de caricaturas, etcétera. Muchos están animados haciendo diferentes actividades, como bailar, reír o jugar.
El formato de archivo de los kaoanis siempre es GIF, ya que este formato acepta animación. Los kaoanis normalmente son usados en foros de discusión, páginas de Myspace, blogs y MSN Messenger para demostrar las emociones de una persona.

## Ejemplos
- Iconos de emociones
- Varios tipos de kaoani
- Nubecitas
- Bombones